# Priit Viks
Priit Viks (* 7. Januar 1982 in Elva, Estnische SSR, Sowjetunion) ist ein ehemaliger estnischer Biathlet.

## Karriere
Priit Viks betreibt seit 1994 Biathlon. Er startet für den Elva Skiklub und wird von Rein Pedaja trainiert. Der Sportsoldat gehört seit 2002 dem estnischen Nationalkader an. International tritt er seit 2000 bei Jugend- und Juniorenwettkämpfen an. Seine ersten Junioren-Weltmeisterschaften 2000 in Hochfilzen verliefen noch ohne nennenswerte Ergebnisse. Zwei Jahre später in Ridnaun erreichte er schon einen 15. Rang im Einzel. Bei den Junioren-Europameisterschaften im selben Jahr wurde er in Kontiolahti in derselben Wettbewerbsform 19. Seine letzte Junioren-WM lief Viks 2003 in Kościelisko. Dort erreichte er als Elfter im Einzel seine beste Platzierung.
In Östersund gab Viks zum Saisonfinale 2002/03 sein Debüt im Biathlon-Weltcup und wurde 60. im Einzel. Bei den Biathlon-Weltmeisterschaften 2003 in Chanty-Mansijsk startete der Este erstmals bei einer WM. Im Einzel, seiner Spezialdisziplin, erreichte er Platz 57. Vergleichsweise gute Ergebnisse erreichte er auch als 34. im Sprint und 37. der Verfolgung bei den Biathlon-Europameisterschaften 2004 in Minsk. Im Sommer des Jahres trat er mehrfach bei Wettbewerben im Sommerbiathlon an. Beim Grand-Prix in Chanty-Mansijsk wurde Viks etwa 16. im Sprint, bei den Sommerbiathlon-Weltmeisterschaften 2004 in Osrblie erreichte er den 24. Rang im Sprint, Platz 20 in der Verfolgung und wurde Siebter mit der Staffel. Noch besser verlief die Sommer-WM 2005 in Muonio, wo er Neunter im Sprint und Zwölfter der Verfolgung wurde sowie mit der Staffel als Vierter eine Medaille nur knapp verfehlte. Zum nächsten Höhepunkt wurde Viks Teilnahme an den Olympischen Winterspielen 2006 in Turin. Der Este wurde im Einzel (74.) und in der Staffel (15.) eingesetzt. In Antholz startete er 2007 bei seinen zweiten Weltmeisterschaften und wurde 69. im Einzel, 65. im Sprint und Elfter mit der Staffel. Gute Ergebnisse erreichte Viks erneut als 16. im Sprint und 15. in der Verfolgung bei den Sommerbiathlon-Weltmeisterschaften 2007 in Otepää. 2008 erreichte er mit Rang 56 im Sprint von Oberhof eine Platzierung, die knapp ein Jahr seine Beste im Weltcup sein sollte. Kurz darauf startete er zum dritten Mal bei einer WM. In Östersund wurde der Este 93. im Einzel, 71. im Sprint und 12. mit der Staffel. 2009 schaffte er es in Ruhpolding als 38. des Sprints erstmal Weltcuppunkte zu sammeln.
Priit Viks nahm an den Olympischen Winterspielen 2010. Rang 20 im Einzel von Vancouver war gleichzeitig seine bislang beste internationale Platzierung.
Priit Viks lebt mit der estnischen Biathletin Eveli Saue in Elva.

## Biathlon-Weltcup-Platzierungen
Die Tabelle zeigt alle Platzierungen (je nach Austragungsjahr einschließlich Olympische Spiele und Weltmeisterschaften).
- 1.–3. Platz: Anzahl der Podiumsplatzierungen
- Top 10: Anzahl der Platzierungen unter den ersten zehn (einschließlich Podium)
- Punkteränge: Anzahl der Platzierungen innerhalb der Punkteränge (einschließlich Podium und Top 10)
- Starts: Anzahl gelaufener Rennen in der jeweiligen Disziplin
- Staffel: inklusive Mixed- und Single-Mixed-Staffeln

| Platzierung                      | Einzel | Sprint | Verfolgung | Massenstart | Staffel | Gesamt |
| -------------------------------- | ------ | ------ | ---------- | ----------- | ------- | ------ |
| 1. Platz                         |        |        |            |             |         |        |
| 2. Platz                         |        |        |            |             |         |        |
| 3. Platz                         |        |        |            |             |         |        |
| Top 10                           |        |        |            |             | 1       | 1      |
| Punkteränge                      | 1      | 2      |            |             | 21      | 24     |
| Starts                           | 18     | 37     | 7          |             | 22      | 84     |
| Stand: nach der Saison 2010/2011 |        |        |            |             |         |        |